# Square Jean-Morin
Square Jean-Morin är en park i Quartier de Picpus och Quartier de Bercy i Paris tolfte arrondissement. Parken är uppkallad efter den franske målaren och gravören Jean Morin (död 1650). Square Jean-Morin omges av Boulevard de Bercy, Rue de Charenton, Boulevard de Reuilly och Rue Coriolis.

## Bilder
| - Jean Morin. - Square Jean-Morin. - Notre-Dame-de-la-Nativité de Bercy. |

## Omgivningar
- Notre-Dame-de-la-Nativité de Bercy
- Saint-Antoine-des-Quinze-Vingts
- Saint-Éloi
- Jardin de Reuilly–Paul-Pernin
- Place Moussa-et-Odette-Abadi
- Square Eugène-Thomas

## Kommunikationer
- Tunnelbana – linje  Dugommier
- Busshållplats Dugommier – Paris bussnät

### Webbkällor
- ”Square Jean-Morin”. Paris.fr. https://www.paris.fr/lieux/square-jean-morin-2600. Läst 12 september 2022.